# Helicia purpurascens
Helicia purpurascens är en tvåhjärtbladig växtart som beskrevs av Herman Otto Sleumer. Helicia purpurascens ingår i släktet Helicia och familjen Proteaceae. Inga underarter finns listade i Catalogue of Life.